# The Hitch-Hiker (film)
The Hitch-Hiker is een Amerikaanse film noir uit 1953 onder regie van Ida Lupino. Destijds werd de film in Nederland uitgebracht onder de titel De lifter.

## Verhaal
Roy Collins en Gilbert Bowen gaan samen vissen in San Felipe. Onderweg geven ze een lift aan Emmett Myers. Ze beseffen niet dat hun passagier een ontsnapte psychopaat is, die van plan is om te vluchten naar Mexico. Vanaf dat ogenblik loopt hun leven gevaar.

## Rolverdeling
| Acteur          | Personage           |
| --------------- | ------------------- |
| Edmond O'Brien  | Roy Collins         |
| Frank Lovejoy   | Gilbert Bowen       |
| William Talman  | Emmett Myers        |
| José Torvay     | Kapitein Alvarado   |
| Sam Hayes       | Radio-omroeper      |
| Wendell Niles   | Wendell Niles       |
| Jean Del Val    | Inspecteur-generaal |
| Clark Howat     | Overheidsagent      |
| Natividad Vacío | Jose                |